# Дружинин, Михаил Иванович (генерал-полковник)
Михаил Иванович Дружинин (15 сентября 1920 года, д. Демьянцево, Тверская губерния — 31 марта 1995 года, Москва) — советский военный деятель, генерал-полковник (1978 год). Герой Советского Союза.

## Биография
Михаил Иванович Дружинин родился 15 сентября 1920 года в деревне Демьянцево (ныне — Бежецкого района Тверской области) в крестьянской семье.
Окончил среднюю школу.

### Довоенное время
Дружинин в ноябре 1939 года был призван в ряды РККА. Окончил школу младших командиров 215-го отдельного батальона связи (156-я стрелковая дивизия). Вскоре в этой же школе младший сержант Дружинин командовал радиоотделением курсантов.

### Великая Отечественная война
С началом Великой Отечественной войны он хотел на фронт, однако был направлен в отдельную 11-ю запасную стрелковую бригаду, где готовил связистов, а также подавал рапорты для того, чтобы его отправили на фронт.
В 1943 году вступил в ряды ВКП(б).
В марте 1943 года Дружинин был направлен в Московское военно-политическое училище имени В. И. Ленина, которое окончил 1944 году.
С мая 1944 года принимал участие в боях на фронтах Великой Отечественной войны. 23 июня 1944 года отличился в бою у деревни Замосточье Витебского района
Указом Президиума Верховного Совета СССР от 24 марта 1945 года за мужество и героизм, проявленные при выполнении боевых заданий командования на фронте борьбы с немецко-фашистскими захватчиками гвардии лейтенанту Михаилу Ивановичу Дружинину присвоено звание Героя Советского Союза с вручением ордена Ленина и медали «Золотая Звезда» (№ 3714).
Принимал участие в Гумбиннен-Гольдапской и Восточно-Прусской операциях. Во время Кёнигсбергской операции Дружинин находился на должности помощника начальника политотдела 19-й гвардейской стрелковой дивизии по комсомолу (начальник политотдела А. В. Пекарев). В этой же должности участвовал в советско-японской войне. Войну закончил в Порт-Артуре.

### Послевоенная карьера

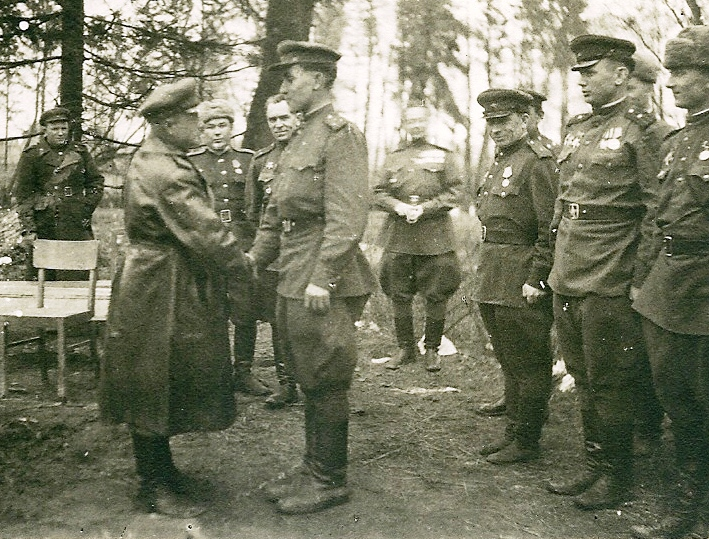
Генерал-майор П. Н. Бибиков поздравляет старшего лейтенанта М. И. Дружинина с присвоением звания Героя Советского Союза.

Могила Дружинина на Кунцевском кладбище Москвы.

В 1948 году окончил Смоленское военно-политическое училище пропагандистов, в 1955 году — Высший военно-педагогический институт имени М. И. Калинина, в 1962 году — Военную академию Генерального штаба, в 1971 году — академические курсы переподготовки и усовершенствования политсостава при Военно-политической академии имени В. И. Ленина.
С декабря 1948 года работал на должности старшего инструктора по комсомольской работе политуправления Войск противовоздушной обороны СССР. С октября 1955 года — на должности заместителя начальника, а с августа 1957 года — на должности начальника политотдела мотострелковой дивизии. С марта 1962 года — на должности первого заместителя начальника политотдела 43-й ракетной армии РВСН СССР (Винница). С февраля 1963 года — на должности начальника политотдела — заместителя по политчасти начальника полигона «Байконур». С октября 1969 года — на должности первого заместителя начальника политуправления Киевского военного округа. С октября 1973 — на должности начальника политуправления Приволжского военного округа. С июля 1975 года — член Военного Совета — начальник политуправления Дальневосточного военного округа. С марта 1979 года — член Военного Совета — начальник политуправления Главного командования войск Дальнего Востока. С мая 1985 года — начальник политотдела Военной академии Генерального штаба Вооружённых Сил СССР имени К. Е. Ворошилова.
Военный консультант художественного фильма «Офицеры».
В ноябре 1987 года Михаил Иванович Дружинин вышел в отставку. Кандидат в члены ЦК КПСС с 1981 по 1986 год. Депутат Верховного Совета РСФСР 9-11-го созывов (1974—1989).
Михаил Иванович Дружинин жил в Москве. Умер 31 марта 1995 года. Похоронен на Кунцевском кладбище (участок 12).

## Награды и почетные звания
- Медаль «Золотая Звезда»;
- Орден Ленина (24.03.1945);
- Орден Октябрьской Революции (12.09.1980);
- Два Ордена Отечественной войны I степени (1945, 1985);
- Орден Отечественной войны II степени (1944);
- Орден Трудового Красного Знамени (1966);
- Три ордена Красной Звезды (1945, 1954, 1976);
- Орден «За службу Родине в Вооружённых Силах СССР» III степени (1976);
- Медали;
- Иностранные награды;
- Почётный гражданин города Витебск (1964).

## Сочинение
- Сменяет время караулы. Хабаровск, 1980.

## Память
- Обелиск в честь подвига М. И. Дружинина в аг. Замосточье Витебского района Витебской области.
- Имя М. И. Дружинина присвоено средней школе № 16 г. Витебска[2]. На здании школы размещён мурал, посвящённый Герою. Одна из экспозиций в школьном музее посвящена М. И. Дружинину.